# Bletia campanulata

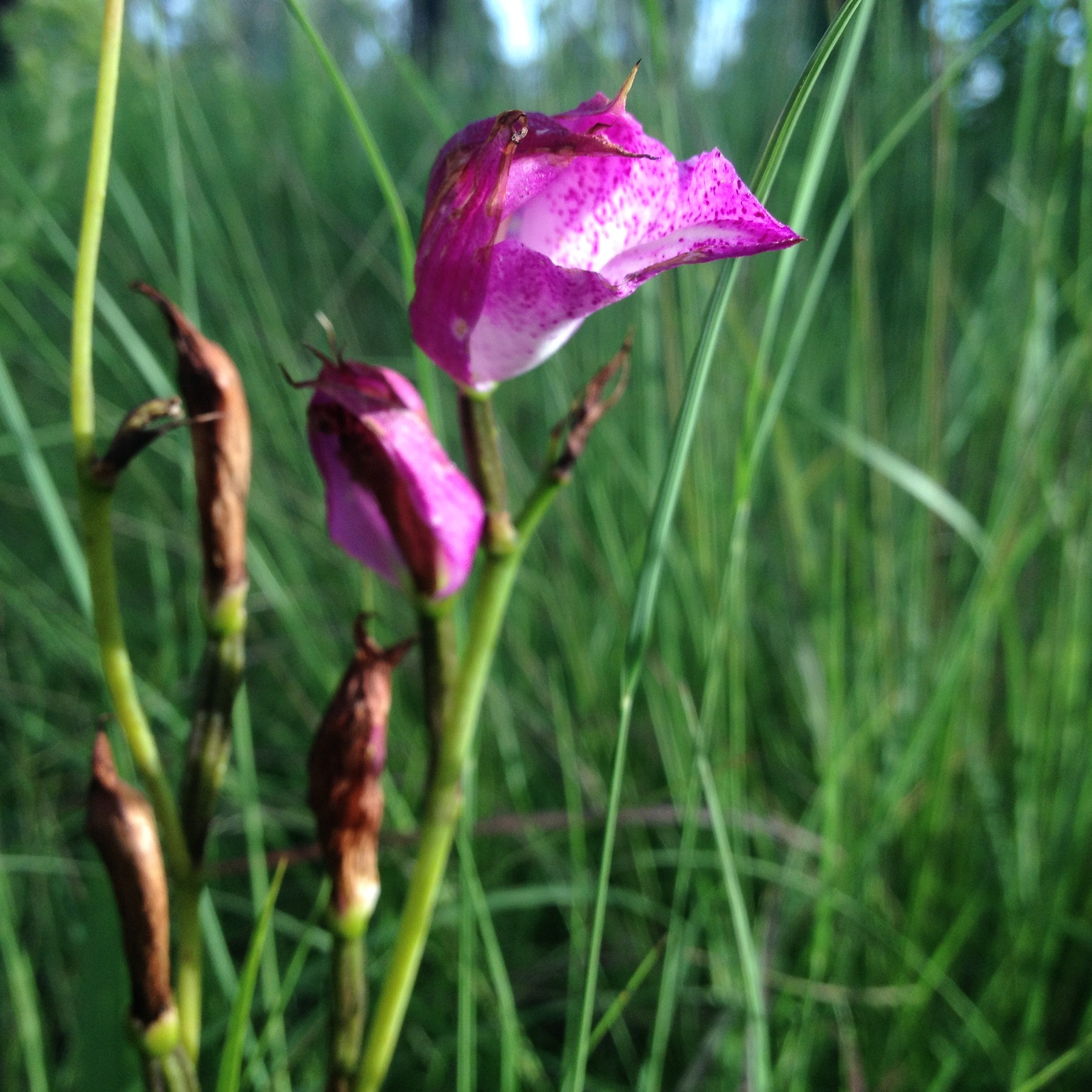
Detalle de la inflorescencia

Bletia campanulata es una especie de orquídea de hábito terrestre, originaria de América.

## Descripción
Es una planta con cormos alargados de 1.5 cm de diámetro, 1–3-foliados. Las hojas plicadas miden de 7–30 cm de largo y 1.5–3 cm de ancho y son largamente atenuadas y acuminadas, verdes. La inflorescencia mide 50 cm de alto y a veces se presentan 2 simultáneas, con 2–5 flores poco abiertas, sépalos rojo-purpúreos en el exterior y más pálidos en el interior, pétalos casi blancos con ápices ligeramente rojo-purpúreos, labelo blanco en la porción basal y rojo-purpúreo en los bordes; sépalos 33 mm de largo y 8 mm de ancho; pétalos 32 mm de largo y 6 mm de ancho; labelo de 35 mm de largo y 32 mm de ancho, 3-lobado, los lobos laterales abrazando a la columna, el lobo medio emarginado en el ápice, bordes ondeados, disco de 5 carinas basales que terminan en 3 carinas elevadas en el ápice; columna encorvada, 30 mm de largo, con 2 aurículas pequeñas cerca de la base; ovario 2 cm de largo, pedicelado.

## Distribución y hábitat
Es de hábito terrestre o litófito. Crece principalmente en matorrales, así como en laderas herbosas en bosques de encino o coníferas. Se distribuye desde el occidente y centro de México por Centroamérica, el norte de Sudamérica y, siguiendo la cordillera de los Andes, hasta el oeste de Argentina.

## Taxonomía
Bletia campanulata fue descrita en 1825 por Juan José Martínez de Lexarza en Novorum Vegetabilium Descriptiones 2(Orch. Opusc.): 17.

### Etimología
Bletia: nombre genérico dado en honor del boticario español Luis Blet, quien atendía un jardín botánico en Algeciras
campanulata: epíteto latino que significa "con forma de campana"

### Sinonimia
- Bletia altilamellata Garay
- Bletia anomala A.Rich. & Galeotti
- Bletia edwardsii Ames
- Bletia landsbergii Rchb.f.
- Bletia lankesteri (Ames & C.Schweinf.) Ames, F.T.Hubb. & C.Schweinf.
- Bletia wageneri Rchb.f.
- Bletia wageneri var. cobra Garay & Dunst.
- Bletia mandonii Schltr.
- Limodorum campanulatum (Lex.) Ames & C.Schweinf.
- Limodorum lankesteri Ames & C.Schweinf.
- Serapias diphylla Sessé & Moc.[6]

## Nombres comunes
- Tzacuxochitl, tzauhtli florida[7]